# Весьма избыточное число

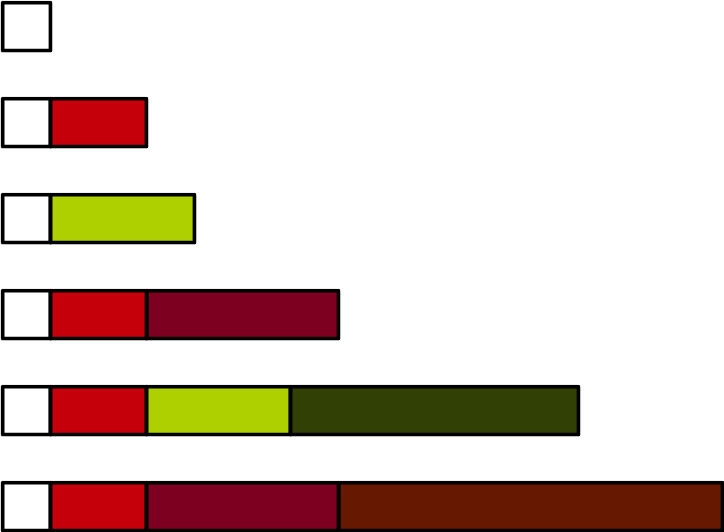
Суммы делителей в виде палочек Кюизенера первых шести высокоизбыточных чисел

Весьма избыточное число или высокоизбыточное число — это натуральное число, сумма делителей которого (включая само число) больше суммы делителей любого меньшего натурального числа.
Высокоизбыточные числа и некоторые подобные классы чисел ввёл Пиллай, а раннюю работу на эту тему сделали Алаоглу и Эрдёш. Алаоглу и Эрдёш перечислили все высокоизбыточные числа вплоть до 104 и показали, что число высокоизбыточных чисел, меньших N, по меньшей мере пропорционально log2 N.

## Формальное определение и примеры
Формально, натуральное число n называется весьма избыточным тогда и только тогда, когда для всех натуральных чисел m < n
{\displaystyle \sigma (n)>\sigma (m)},
где σ означает функцию «сумма делителей». Несколько первых высокоизбыточных чисел
1, 2, 3, 4, 6, 8, 10, 12, 16, 18, 20, 24, 30, 36, 42, 48, 60, ... (последовательность A002093 в OEIS).
Например, 5 не высокоизбыточно, поскольку σ(5) = 5+1 = 6 меньше, чем σ(4) = 4 + 2 + 1 = 7, в то время как 8 высокоизбыточно, поскольку σ(8) = 8 + 4 + 2 + 1 = 15 больше, чем все предыдущие значения σ.
Кроме чисел 1 и 3, других высокоизбыточных нечётных чисел нет

## Связь с другими множествами чисел
Хотя первые восемь факториалов являются высокоизбыточными, таковыми будут не все факториалы. Например,
σ(9!) = σ(362880) = 1481040,
но существует меньшее число с большей суммой делителей,
σ(360360) = 1572480,
так что 9! не высокоизбыточно.
Алаоглу и Эрдёш заметили, что все суперизбыточные числа являются высокоизбыточными, и поставили вопрос, существует ли бесконечное число высокоизбыточных чисел, не являющихся суперизбыточными. На этот вопрос утвердительно ответил Жан-Луис Николас.
Вопреки терминологии, не все высокоизбыточные числа являются избыточными. В частности, ни одно из семи первых высокоизбыточных чисел не является избыточным.
7200 является наибольшим полнократным числом, являющимся одновременно высокоизбыточным, все большие высокоизбыточные числа имеют простой множитель, делящий число только однократно. По той же причине 7200 является наибольшим высокоизбыточным числом с нечётной суммой делителей.